# 2212 Hephaistos
2212 Hephaistos este un asteroid descoperit pe 27 septembrie 1978 de Liudmila Cernîh.